# Auszeichnungen des Berufswettbewerbs

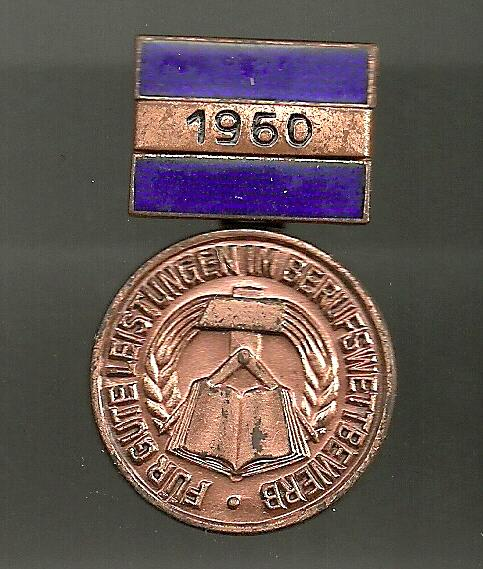
Für gute Leistungen im Berufswettbewerb (1960)

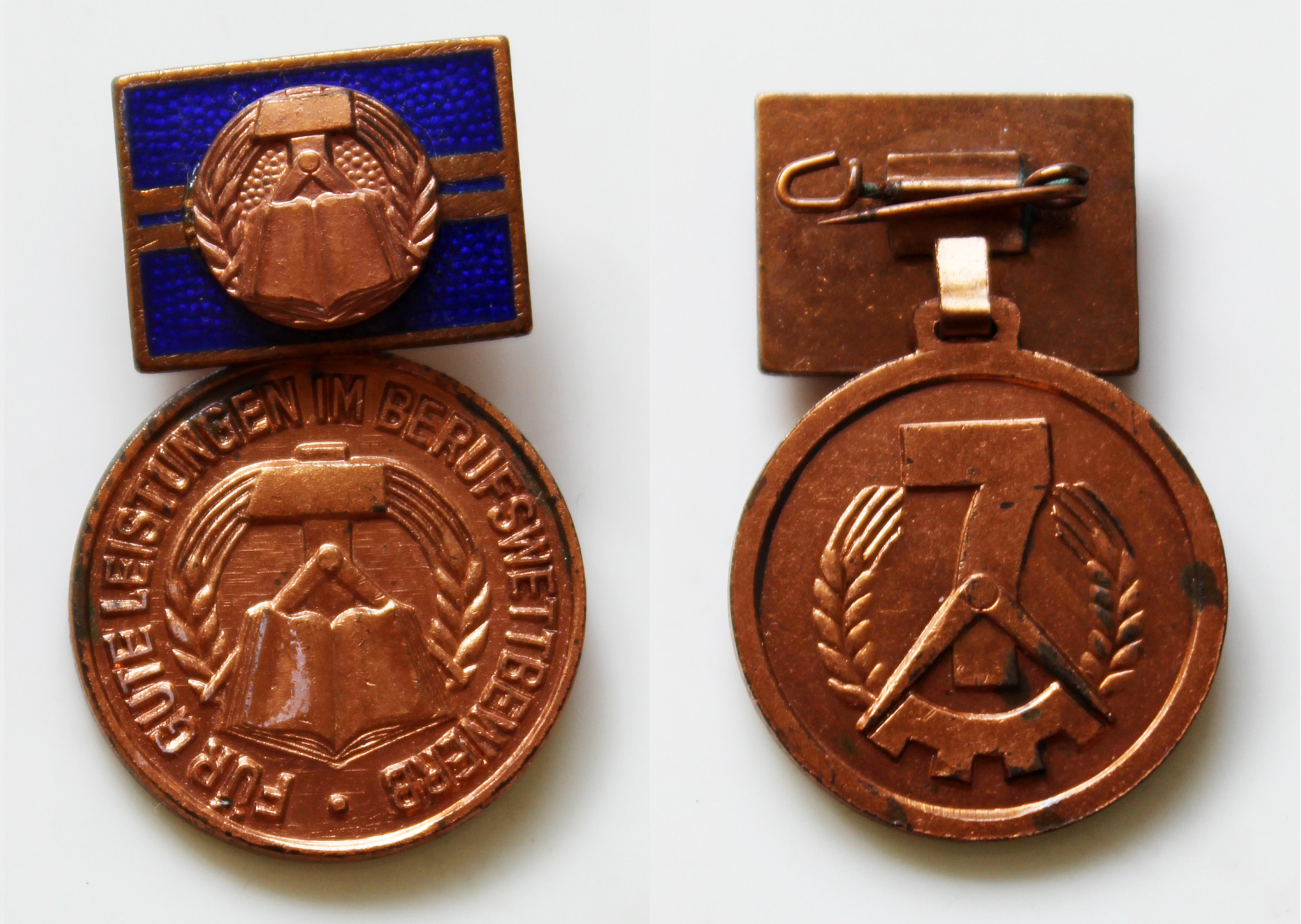
Für gute Leistungen im Berufswettbewerb (1962–1964)

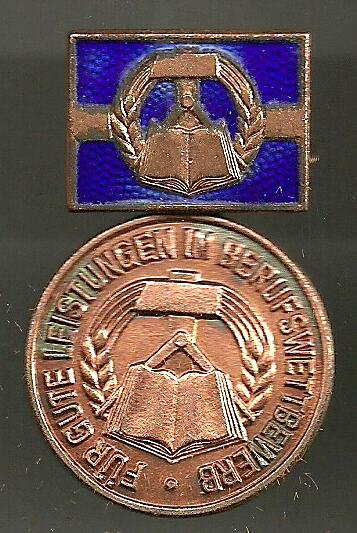
Für gute Leistungen im Berufswettbewerb (ab 1964)

Die Auszeichnungen des Berufswettbewerbs waren in der Deutschen Demokratischen Republik (DDR) nichtstaatliche Auszeichnungen, die gemeinsam vom Freien Deutschen Gewerkschaftsbund (FDGB) und dem Zentralvorstand der Freien Deutschen Jugend (FDJ) verliehen wurden. 
Mit diesen 1949 gestifteten Medaillen sollten ausgezeichnete, sehr gute und gute Leistungen im Berufswettbewerb der Jugend gewürdigt werden. Die Verleihung dieser Auszeichnungen wurde mit der Stiftung der Medaille "Für sehr gute Leistungen im sozialistischen Berufswettbewerb" und der Medaille "Vorbildliches Lehrlingskollektiv im sozialistischen Berufswettbewerb", welche beide als staatliche Auszeichnungen galten, am 19. November 1970 eingestellt.

## 1949 bis 1955
Die verliehenen Medaillen wurden bis zum Jahr 1955 in verschiedener Ausführung und unterschiedlicher Stufeneinteilung verliehen, so dass eine lückenlose Dokumentation nahezu unmöglich wird. Es gab hierbei Medaillen mit und ohne Tragespange und unterschiedliche Verleihungsprozedere.

## 1956 bis 1957
Im Jahr 1956 wurde dann eine einheitliche 26 mm durchmessende Medaille eingeführt und in drei Stufen verliehen wurde. Diese waren:
- Stufe Gold: Für ausgezeichnete Leistungen im Wettbewerb
- Stufe Silber: Für sehr gute Leistungen im Wettbewerb
- Stufe Bronze: Für gute Leistungen im Wettbewerb

Die Medaille zeigt auf ihrem Avers mittig ein aufgeschlagenes Buch vor einem Hammer und Zirkel zeigen. Alle drei Symbole werden von zwei Ährenkränzen vereint, die jeweils links und rechts vom Buch zum Hammer hinaufreichen. Zusammen bilden sie das Symbol des Berufswettbewerbs. Umschlossen wurde dies durch eine Umschrift, die je nach verliehener Stufe lautete:
- FÜR AUSGEZEICHNETE LEISTUNGEN IM WETTBEWERB
- FÜR SEHR GUTE LEISTUNGEN IM WETTBEWERB
- FÜR GUTE LEISTUNGEN IM WETTBEWERB

Das Revers der Medaille zeigte 1956 das Emblem des Fünfjahresplans. Ein Konstrukt aus der Zahl 5, einem Hammer und Zirkel sowie strahlenförmigen Ähren. Getragen wurde die Medaille an der linken oberen Brustseite an einer blau emaillierten Spange in dessen Mitte ein waagerechter Mittelbalken aufgeprägt wurde, auf dem Jahreszahl 1956 oder 1957 zu lesen war.

## 1957 bis 1959
Die Medaillen dieses Zeitraumes blieben, im Gegensatz zu ihrem Vorgängermodell, auf dem Avers hinsichtlich Abbildung unverändert; die Umschrift lautete jedoch nun:
- FÜR AUSGEZEICHNETE LEISTUNGEN IM BERUFSWETTBEWERB
- FÜR SEHR GUTE LEISTUNGEN IM BERUFSWETTBEWERB
- FÜR GUTE LEISTUNGEN IM BERUFSWETTBEWERB

Das Revers zeigte nicht mehr das Symbol des Fünfjahresplanes, sondern mittig ein Zahnrad mit der aufgesetzten Ziffer 5. Umschlossen wurde das Zahnrad von zwei unten gekreuzten Ährenhalmen. Die dazugehörige blau emaillierte Spange zeigte wie bei ihrem Vorgänger die aufgelegte, nicht mehr eingeprägte, Jahreszahl der Verleihung (1958 oder 1959).

## 1960 und 1961

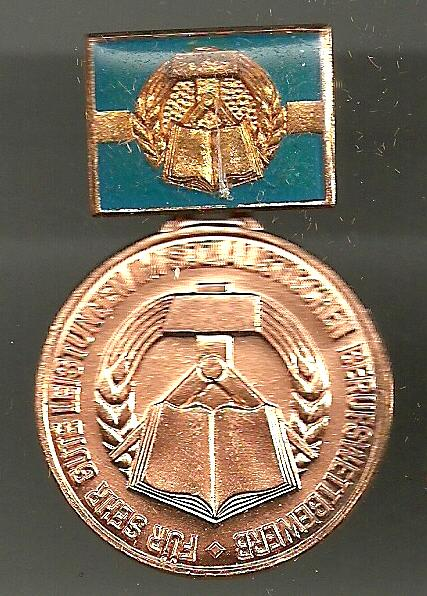
Für sehr gute Leistungen im Berufswettbewerb – neue Form ab 1972

Die Medaillen dieses Zeitraumes blieben erneut nahezu identisch, jedoch zeigten sie auf ihrem Revers statt des Zahnrades mit der Zahl 5 nun das Symbol des Abzeichens Aktivist des Siebenjahrplanes: Die Ziffer 7 sowie einen Zirkel, dessen Zirkelenden durch ein Zahnradsegment verbunden sind, sowie davon ausgehend links und rechts je einen Ährenhalm. Die blau emaillierte Spange zeigte weiterhin auch das Jahr der Verleihung (1960, 1961) auf einem waagerechten Mittelbalken.

## 1962 bis 1970
Ab 1962 wurde auf das Jahr der Verleihung verzichtet, ansonsten entsprachen die Medaillen denen des vorigen Zeitraums. Die Spange verfügte nun über zwei Balken mit einem aufgelegten Emblem (1962-1964) bzw. ab 1964 über einen Balken mit aufgeprägtem Emblem.

## Ab 1970
→ siehe Hauptartikel Medaille "Für sehr gute Leistungen im sozialistischen Berufswettbewerb" und Foto

## Sonderformen

### Handwerker
Die Medaille für Handwerker stellt eine Sonderform dar, die von 1957 bis 1960 in der gleichen Stufeneinteilung verliehen wurde. Während ihr Avers unverändert blieb, zeigte das Revers das Symbol des Handwerks, einen aufrecht stehenden Hammer, an dessen Hammerkopf eine Waage angebracht ist, die im Gleichgewicht steht. Am Hammerstil ragte links ein Eichenlaubblatt und rechts eine Eichel heraus. Am unteren Medaillenrand unter dem Hammerstil ist ein halbkreisförmiges zahnradähnliches Gebilde zu sehen, dass nach der Hälfte des Kreisumfanges in Ährenhalme übergeht. Ab 1961 wurden gesonderte Medaillen für das Handwerk nicht mehr verliehen.

### Lehrlingskollektive
Lehrlingskollektive konnte hingegen mit einem auf dem Kopf stehenden Abzeichen ausgezeichnet werden, welches ebenfalls in drei Stufen verliehen werden konnte. Das bronzene, versilberte oder vergoldete Abzeichen zeigte an seiner unteren Spitze zwei sich schüttelnde Hände. Das auf der Spitze stehende Viereck ist rhombisch und dunkelblau emailliert. In seiner Mitte ist das Symbol des Berufswettbewerbs zu erkennen, welches von der Umschrift: FÜR KOLLEKTIVE LEISTUNGEN umschlossen ist. Sowohl die Hände, der Schriftzug, das Symbol des Berufswettbewerbs wie auch der Rand des Vierecks sind in der Farbe der verliehenen Stufe gehalten. Wollte man nur das Ordensband tragen, konnte die Medaille ausgehängt werden.